# الدوري الإسباني الدرجة الثانية ب 2008–09
الدوري الإسباني الدرجة الثانية بي 2008–09 (بالإسبانية: Segunda División B de España 2008-09)‏ هو موسم من الدوري الإسباني الدرجة الثانية بي. فاز فيه نادي قادش.